# Aeschynomene benguellensis
Aeschynomene benguellensis är en ärtväxtart som beskrevs av Antonio Rocha da Torre. Aeschynomene benguellensis ingår i släktet Aeschynomene och familjen ärtväxter. Inga underarter finns listade i Catalogue of Life.